# Mpassa (departement)
Mpassa är ett departement i Gabon. Det ligger i provinsen Haut-Ogooué, i den östra delen av landet, 500 km sydost om huvudstaden Libreville. Antalet invånare är 129 694.